# 짐바브웨의 재외공관 목록

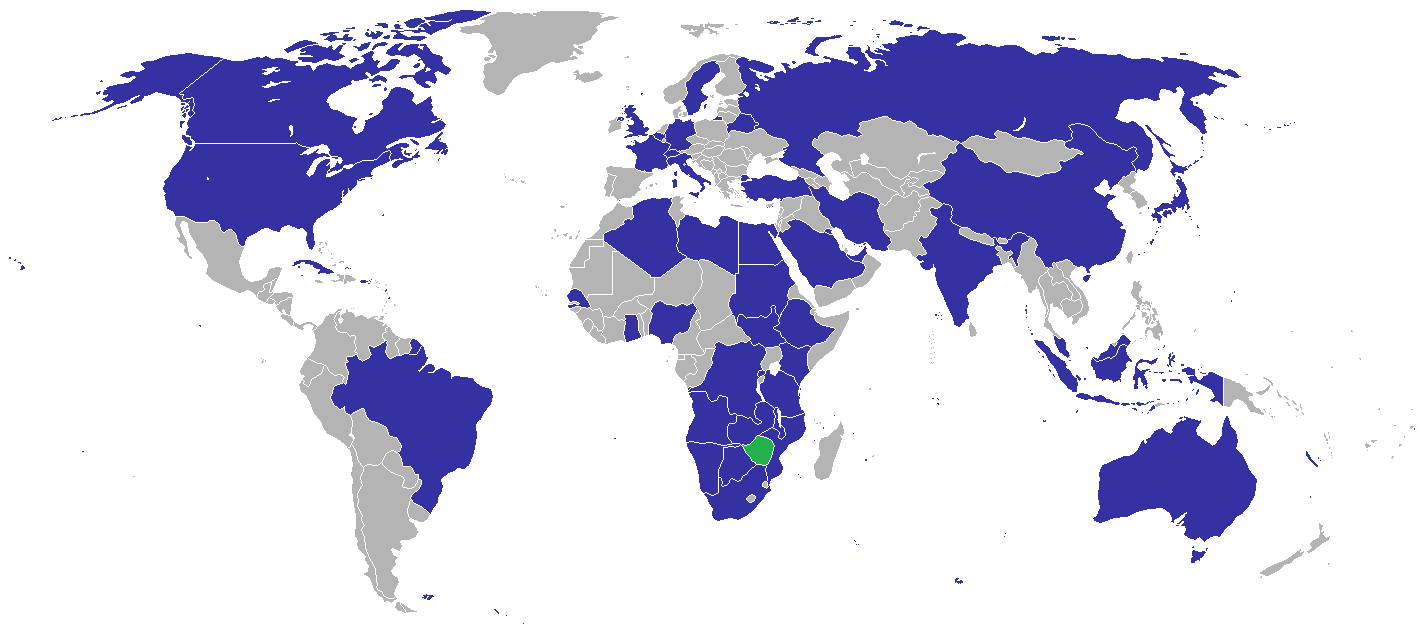
짐바브웨의 재외공관

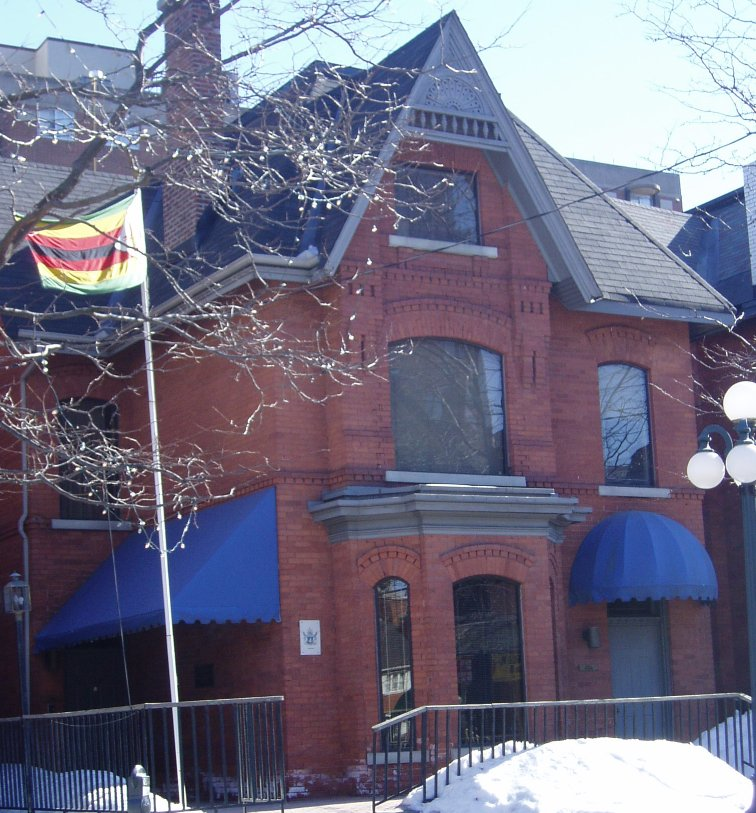
오타와 주재 짐바브웨 대사관

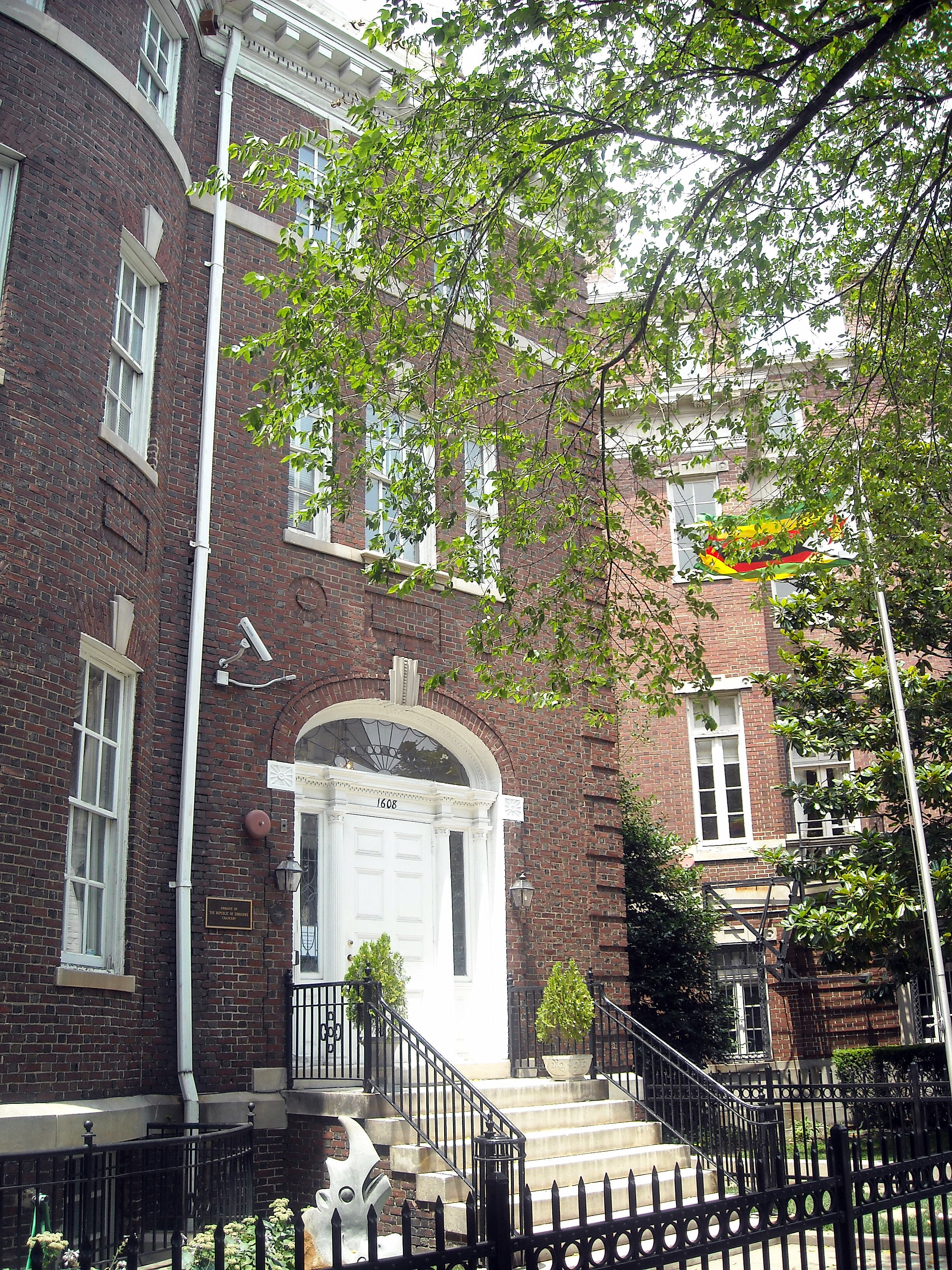
워싱턴 D.C. 주재 짐바브웨 대사관

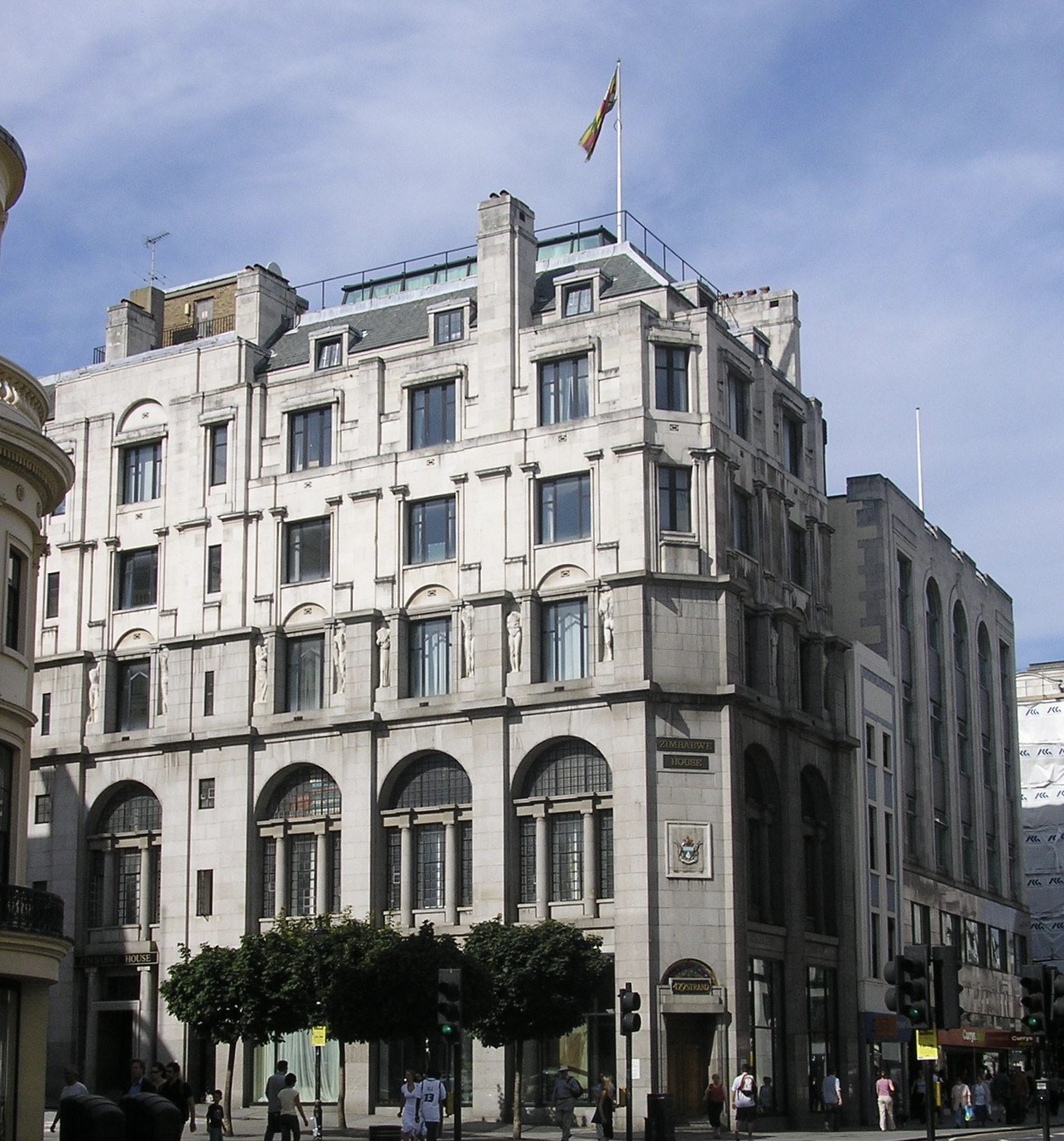
런던 주재 짐바브웨 대사관

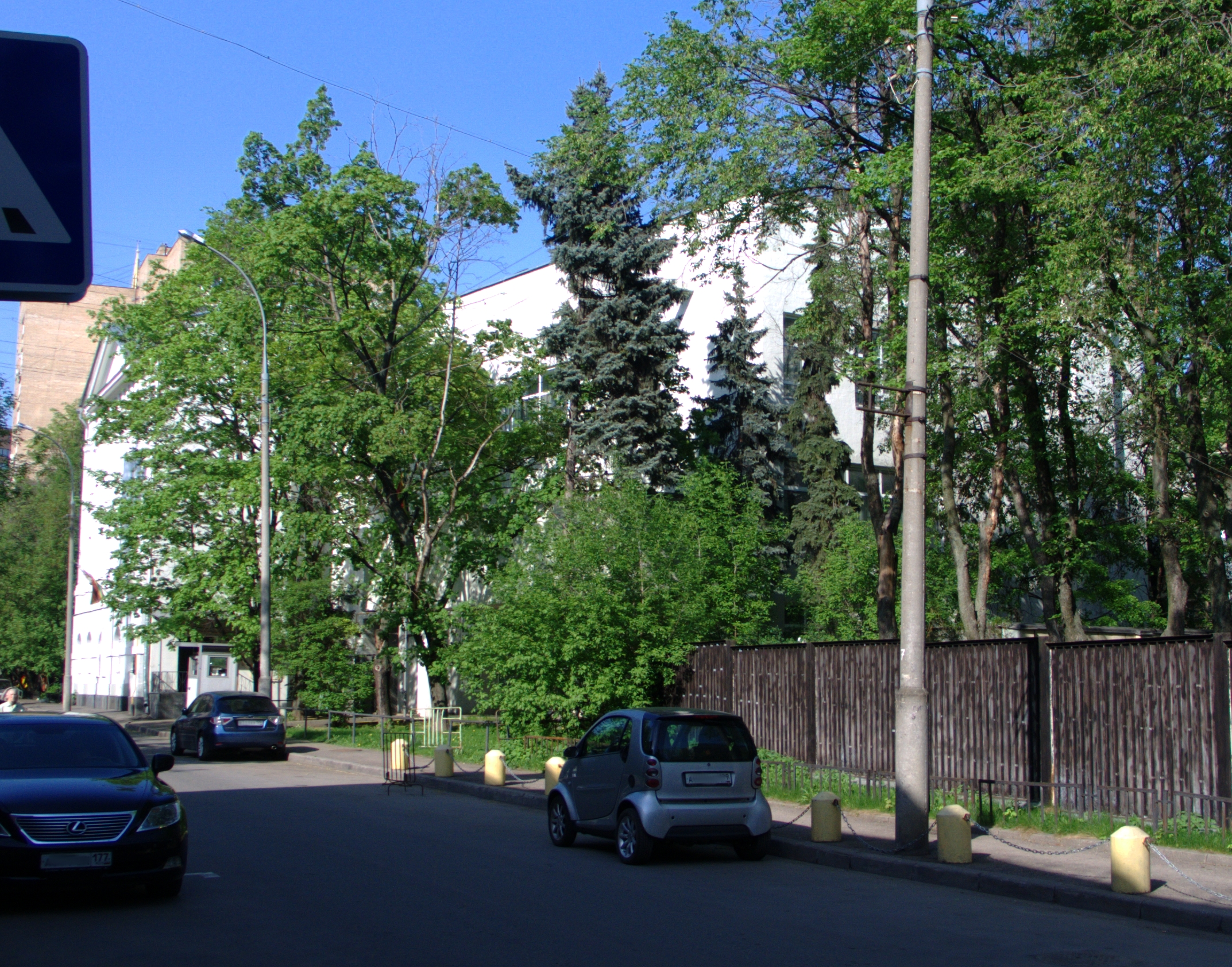
모스크바 주재 짐바브웨 대사관

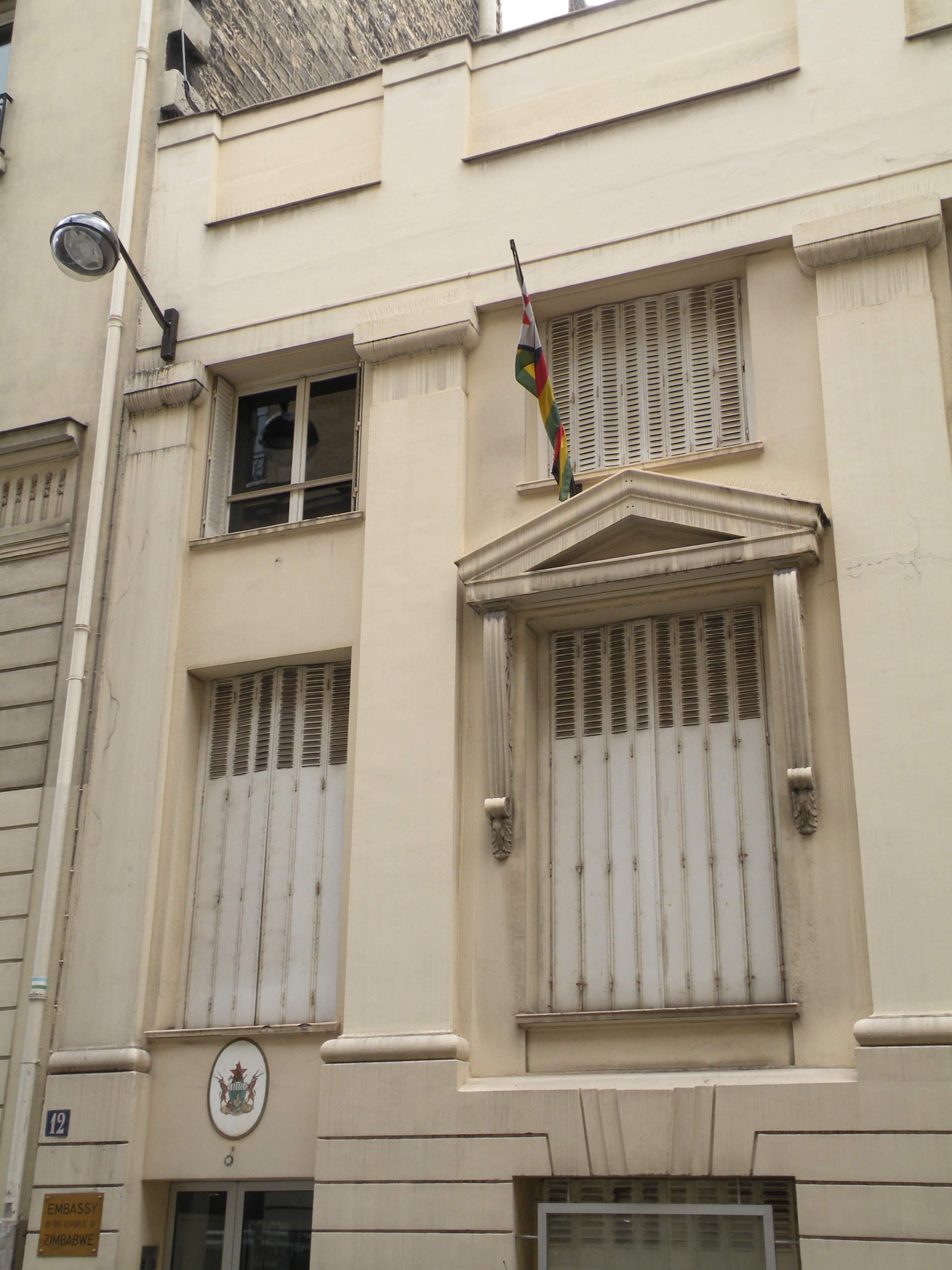
파리 주재 짐바브웨 대사관

짐바브웨의 재외공관 목록은 짐바브웨 주재 대사관을 각국에 상주시켜 놓는 것을 의미하며 짐바브웨의 재외공관을 나열한 목록이다.

## 아프리카
- 알제리 : 알제 (대사관)
- 앙골라 : 루안다 (대사관)
- 보츠와나 : 가보로네 (대사관)
- 콩고 민주 공화국 : 킨샤사 (대사관)
- 이집트 : 카이로 (대사관)
- 에티오피아 : 아디스아바바 (대사관)
- 가나 : 아크라 (대사관)
- 케냐 : 나이로비 (대사관)
- 리비아 : 트리폴리 (대사관)
- 말라위 : 릴롱궤 (대사관)
- 모잠비크 : 마푸투 (대사관), 베이라 (총영사관)
- 나미비아 : 빈트후크 (대사관)
- 나이지리아 : 아부자 (대사관)
- 남아프리카 공화국 : 프리토리아 (대사관), 요하네스버그 (총영사관)
- 남수단 : 주바 (대사관)
- 수단 : 하르툼 (대사관)
- 탄자니아 : 다르에스살람 (대사관)
- 잠비아 : 루사카 (대사관)

## 아메리카
- 브라질 : 브라질리아 (대사관)
- 캐나다 : 오타와 (대사관)
- 쿠바 : 아바나 (대사관)
- 미국 : 워싱턴 D.C. (대사관)

## 아시아
- 중화인민공화국 : 베이징시 (대사관), 홍콩 (총영사관)
- 인도 : 뉴델리 (대사관)
- 인도네시아 : 자카르타 (대사관)
- 이란 : 테헤란 (대사관)
- 일본 : 도쿄도 (대사관)
- 쿠웨이트 : 쿠웨이트시티 (대사관)
- 말레이시아 : 쿠알라룸푸르 (대사관)
- 싱가포르 : 싱가포르 (대사관)

## 유럽
- 오스트리아 : 빈 (대사관)
- 벨기에 : 브뤼셀 (대사관)
- 프랑스 : 파리 (대사관)
- 독일 : 베를린 (대사관)
- 이탈리아 : 로마 (대사관)
- 러시아 : 모스크바 (대사관)
- 스웨덴 : 스톡홀름 (대사관)
- 스위스 : 제네바 (대사관)
- 영국 : 런던 (대사관)

## 오세아니아
- 오스트레일리아 : 캔버라 (대사관)

## 대표부
- EU 짐바브웨 정부 대표부 : 브뤼셀
- UN 짐바브웨 정부 대표부 : 뉴욕, 제네바
- UNESCO 짐바브웨 정부 대표부 : 파리
- 아프리카 연합 짐바브웨 정부 대표부 : 아디스아바바